# Hanna Vandenbussche
Hanna Vandenbussche (* 3. Juli 1987) ist eine belgische Leichtathletin, die sich auf den Langstreckenlauf spezialisiert hat.

## Sportliche Laufbahn
Erste internationale Erfahrungen sammelte Hanna Vandenbussche bei den Crosslauf-Europameisterschaften 2008 in Brüssel, bei denen sie nach 22:53 min auf den 39. Platz im U23-Rennen gelangte. Im Jahr darauf wurde sie bei den Crosslauf-Europameisterschaften 2009 in Dublin nach 22:36 min 32. im U23-Rennen und bei den Crosslauf-Europameisterschaften 2017 in Šamorín erreichte sie nach 29:08 min Rang 61 im Einzelrennen. Im Jahr darauf lief sie bei den Crosslauf-EM in Tilburg nach 28:26 min auf dem 54. Platz ein und 2019 startete sie im Marathonlauf bei den Weltmeisterschaften in Doha, musste dort aber ihr Rennen vorzeitig beenden. Bei den erstmals ausgetragenen Straßenlauf-Europameisterschaften 2025 in Brüssel und Löwen landete sie nach 2:51:19 h auf dem 20. Platz im Marathon.
In den Jahren 2008 und 2011 wurde Vandenbussche belgische Meisterin im 10.000-Meter-Lauf sowie 2022 im Halbmarathon.

## Persönliche Bestleistungen
- 10.000 Meter: 34:30,61 min, 1. September 2016 in Bergisch Gladbach
- 10-km-Straßenlauf: 33:43 min, 31. März 2019 in Valenciennes
- Halbmarathon: 1:13:47 h, 13. März 2022 in Gent
- Marathon: 2:34:44 h, 26. September 2021 in Berlin